# Чернишов Олексій Іванович
Чернишов Олексій Іванович (нар. 1947) - український вчитель історії та суспільствознавства, ректор Донецького обласного інституту післядипломної педагогічної освіти, кандидат педагогічних наук, член Національної спілки журналістів України.
О. І. Чернишов - автор понад 50 публікацій у наукових фахових виданнях. Коло наукових інтересів – проблеми виховання «важких» дітей,  проблеми професійної творчості педагогів-вихователів, неперервної післядипломної педагогічної освіти.

## Інтернет-ресурси
- Чернишов Олексій Іванович[недоступне посилання з серпня 2019]
- Чернишов Олексій Іванович [Архівовано 8 березня 2016 у Wayback Machine.]